# Autreville (Aisne)
Autreville település Franciaországban, Aisne megyében. Lakosainak száma 791 fő (2022. január 1.). Autreville Bichancourt, Chauny, Pierremande és Sinceny községekkel határos.

## Népesség
A település népességének változása:
| Lakosok száma | 589  | 579  | 749  | 820  | 827  | 816  | 814  | 807  | 815  | 791  |
|               | 1968 | 1982 | 1990 | 2006 | 2013 | 2015 | 2017 | 2019 | 2020 | 2022 |